# Monnaie de la République helvétique
La monnaie de la République helvétique désigne l'ensemble des pièces de monnaie frappées par les autorités de la République helvétique sur le territoire actuel de la Suisse de 1798 à 1803.

## Historique
Avec la République helvétique, et pour la première fois depuis l'Empire romain, une monnaie unique remplace les très nombreuses monnaies cantonales suisses. Les pièces sont sur le modèle du canton de Berne. Les législateurs de cette époque apportent un soin particulier à éliminer les pièces venant des pays en guerre avec la France.
La loi du 19 mars 1799 fixe les modalités des pièces de monnaie de la République helvétique :
1. Le droit de battre monnoie appartient exclusivement à l'État.
2. L'argent fin sera la base du système monétaire et de la valeur des espèces.
3. La trente-septième partie d'un marc d'argent fin contenu dans les grosses monnoies frappées au coin Helvétique, s'appellera franc de Suisse, et sera l'unité du système monétaire de l'Helvétie.
4. Le franc de Suisse est divisé en dix parties qui porteront le nom de batz, et le batz en dix subdivisions qui seront appelées rappes.
5. A dater de la promulgation de la présente Loi, toutes les comptabilités publiques nouvellement à établir, tous les contrats de l'État ou envers l'État, et toutes les sommes qui seroient déterminées par des Loix, Décrets et sentences seront désignées par franc, batz et rappes.
6. Toutes les monnoies d'argent mises en circulation par l'État pour la valeur d'un franc de Suisse et en sus, seront fabriquées de manière que trente et sept francs contiendront toujours et sans altération, un marc d'argent fin.
7. Ne sont point comprises dans ce système monétaire toutes les espèces au-dessous d'un franc de Suisse. Le Directoire Exécutif est chargé de fixer les régies pour leur fabrication et émission, ainsi que pour l'alliage nécessaire pour les espèces d'argent.
8. L'or monnoyé au type Helvétique sera fabriqué à vingt-et-un karats et vingt-et-deux trente-deuxièmes.
9. Le Directoire Exécutif est chargé de publier de temps à autre, autant que l'exigera la variation de la valeur dans les espèces d'or, le prix auquel les espèces d'or ayant cours dans l'Helvétie, pourront être reçues à la Trésorerie de la République.
10. Lorsqu'on livrera de l'or aux hôtels de monnoies Helvétiques, on pourra exiger des espèces d'or en payement, sous la retenue de cinq pour mille pour les fraix de fabrication, pourvu que cet or soit au titre fixé par le § 8. de la présente Loi pour les espèces d'or au coin Helvétique, sans quoi il sera retenu encore la moindre valeur et le prix de l'affinage ; à cet effet, le Directoire invitera les Conseils Législatifs à fixer la valeur des monnoies d'or qu'on frappera quand les circonstances exigeront une telle fabrication.
11. Toutes les monnoies rognées de quelle espèce que ce soit, ainsi que toutes les monnoies étrangères dont l'empreinte est effacée, sont désormais mises hors de circulation, et personne n'est tenu à les recevoir en payement.
12. Toutes les espèces d'or, d'argent ou de billon frappées jusques à présent en Helvétie, ainsi que les monnoies étrangères qui y circulent, seront taxées de nouveau, et leur valeur publiée par une Loi.

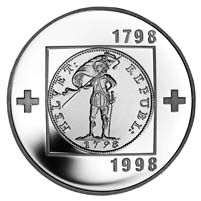
Pièce commémorative 1998.

Les ateliers monétaires étaient situés à Berne (signe monétaire B), Bâle (signe monétaire BA) et à Soleure (Signe monétaire S).
L'Acte de Médiation de 1803 signe la fin de la République helvétique, et donc de la production de ces monnaies. Ces pièces étant similaires aux nouvelles monnaies cantonales, elles circulent encore après la fin de la République helvétique, et ne sont officiellement retirées de la circulation qu'avec l'entrée en vigueur du concordat (1825).
En 1998, Swissmint a frappé une pièce de 20 francs en argent pour commémorer les 200 ans de la République helvétique.

## Émissions monétaires
Les taux de conversion sont les suivants :
- 1 franc de Suisse = 10 batz = 40 kreuzer = 100 rappen ;
- 1 thaler = 40 batz = 4 francs ;
- 1 doubloon = 16 francs.

Avec la République française consulaire, en 1800, le taux de change est établi à 1 franc français = 5 batz et 9 rappen, d'où 1 franc de Suisse = 1,48 francs français.

### 32 francs
- Alliage : Or à 901 ‰ ;
- Diamètre : 28 mm ;
- Masse :  15,28 g ;

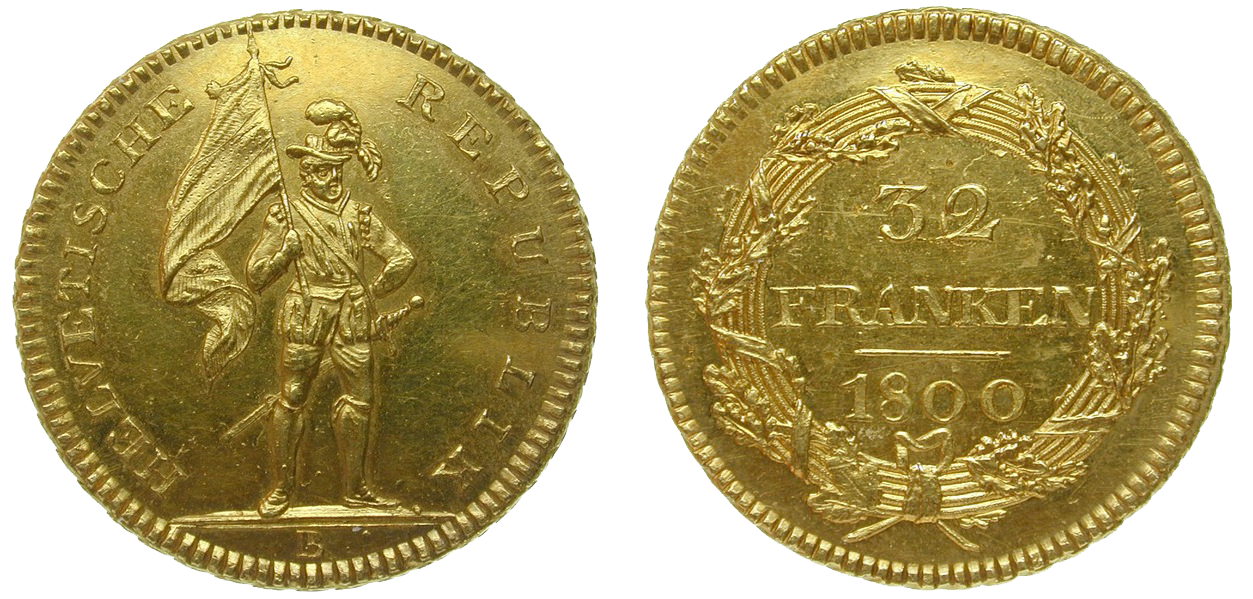
Pièce de 32 francs, République helvétique, 1800 (avers et revers).

- Avers : Helvetische Republik, entourant un vieux soldat suisse portant bannière ;
- Revers :  32 Franken, entouré d'une couronne de feuilles de chêne ;
- Tirage : ;
- Synonymes : (fr) Louis d'or double, (de) Doppeldublone ;
- Années de frappe : 1800 ;
- Graveur : Johann Franz Huber ;
- Remarques : frappe unique à Berne.

### 16 francs
- Alliage : Or à 900 ‰ ;
- Diamètre : 23 mm ;
- Masse :  7,64 g ;

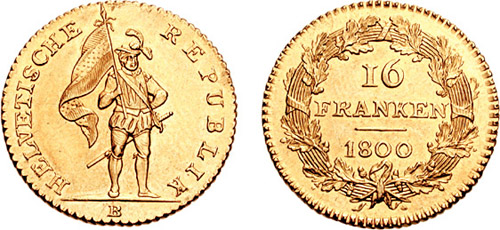
Pièce de 16 francs, République helvétique, 1800 (avers et revers).

- Avers :  Helvetische Republik, entourant un vieux soldat suisse portant bannière ;
- Revers :  16 Franken, entouré d'une couronne de feuilles de chêne ;
- Tirage : ;
- Synonymes : (fr) Louis d'or simple, (de) Dublone ;
- Années de frappe : 1800 ;
- Graveur :  Johann Franz Huber ;
- Remarques : frappe unique à Berne ; le poids correspond exactement à l'ancien louis d'or de 24 livres.

### 40 batz
- Alliage : Argent 868 à 900 ‰ ;
- Diamètre : 41 mm ;
- Masse :  29,49 g ;

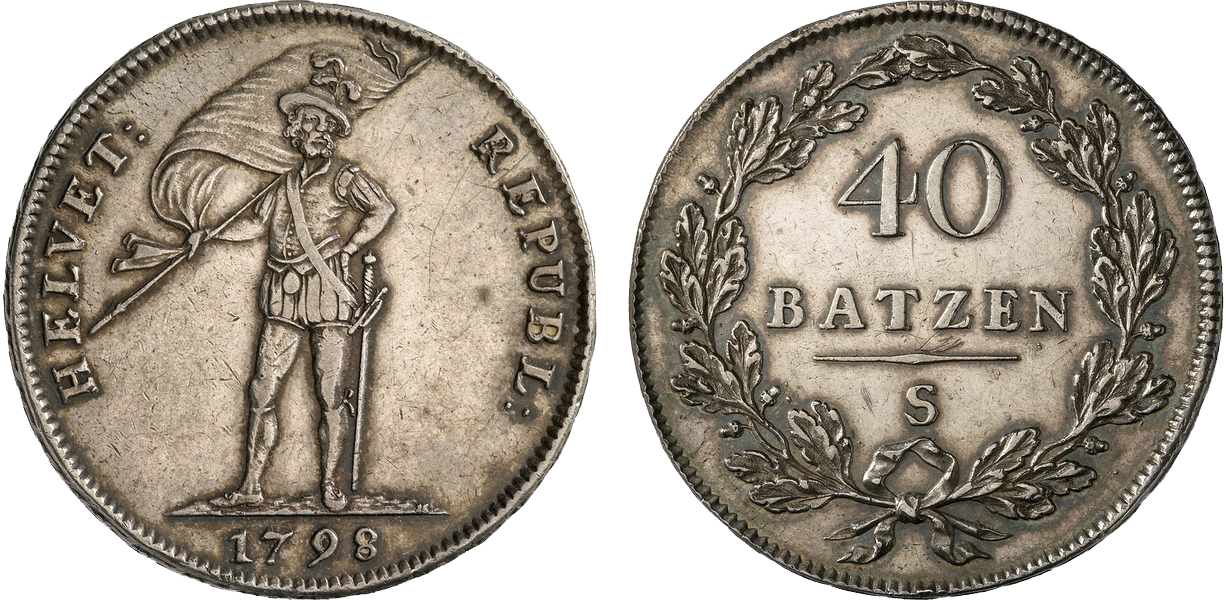
Pièce de 40 batz, République helvétique, 1798 (avers et revers), frappée à Soleure (« S »).

- Avers :  Helvet. Republ., entourant un vieux soldat suisse portant bannière ;
- Revers :  40 Batzen, entouré de deux branches de chêne ;
- Tirage : ;
- Synonymes : (fr) Écu neuf, (de) Neutaler ;
- Années de frappe : 1798, 1799 ;
- Graveur : Johann Franz Huber ;
- Remarques :  Il existe deux types 1798.

### 20 batz
- Alliage : Argent 868 ‰ ;
- Diamètre :  33 mm ;
- Masse : 14,68 g ;
- Avers :  Helvet. Republ., entourant un vieux soldat suisse portant bannière ;
- Revers :  20 Batzen, entouré de deux branches de chêne ;
- Tirage :  ;
- Synonymes : (fr) Demi-écu, petit écu ;
- Années de frappe : 1798, 1799 ;
- Graveur : Johann Franz Huber ;
- Remarques :  ;

### 10 batz
- Alliage : Argent 833 ‰  ;
- Diamètre :  30 mm ;
- Masse :  7,69 g ;
- Avers :  Helvetische Republik, entourant un vieux soldat suisse portant bannière ;
- Revers :  10 Batzen, entouré de deux branches de chêne et d'un liseret ;
- Tirage :  ;
- Synonymes :  ;
- Années de frappe : 1798, 1799, 1801 ;
- Graveur : Johann Franz Huber ;
- Remarques :  ;

### 5 batz
- Alliage : Argent 868 ‰ ;
- Diamètre :  24 mm ;
- Masse :  4,6 g ;

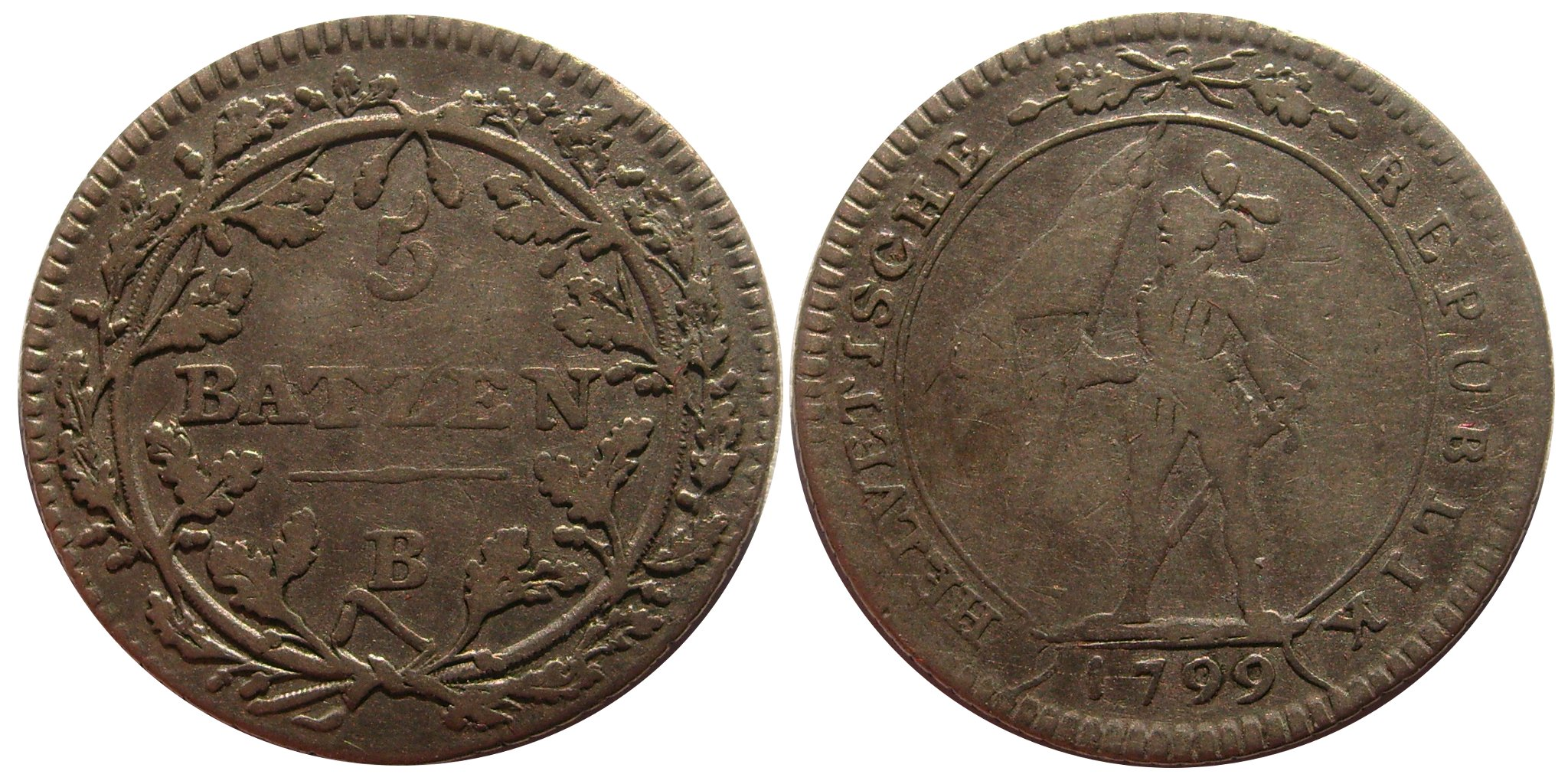
Pièce de 5 batz, République helvétique, 1799 (revers et avers).

- Avers :  Helvetische Republik, entourant un vieux soldat suisse portant bannière ;
- Revers :  5 Batzen, entouré de deux branches de chêne ;
- Tirage :  ;
- Synonymes :  ;
- Années de frappe : 1799, 1800, 1802 ;
- Graveur : Johann Franz Huber ;
- Remarques : à 0,4 g près, équivalent à la pièce de 1 franc germinal.

### 1 batz
- Alliage : Billon ;
- Diamètre : 23,6 mm ;
- Masse :  2,68 g ;

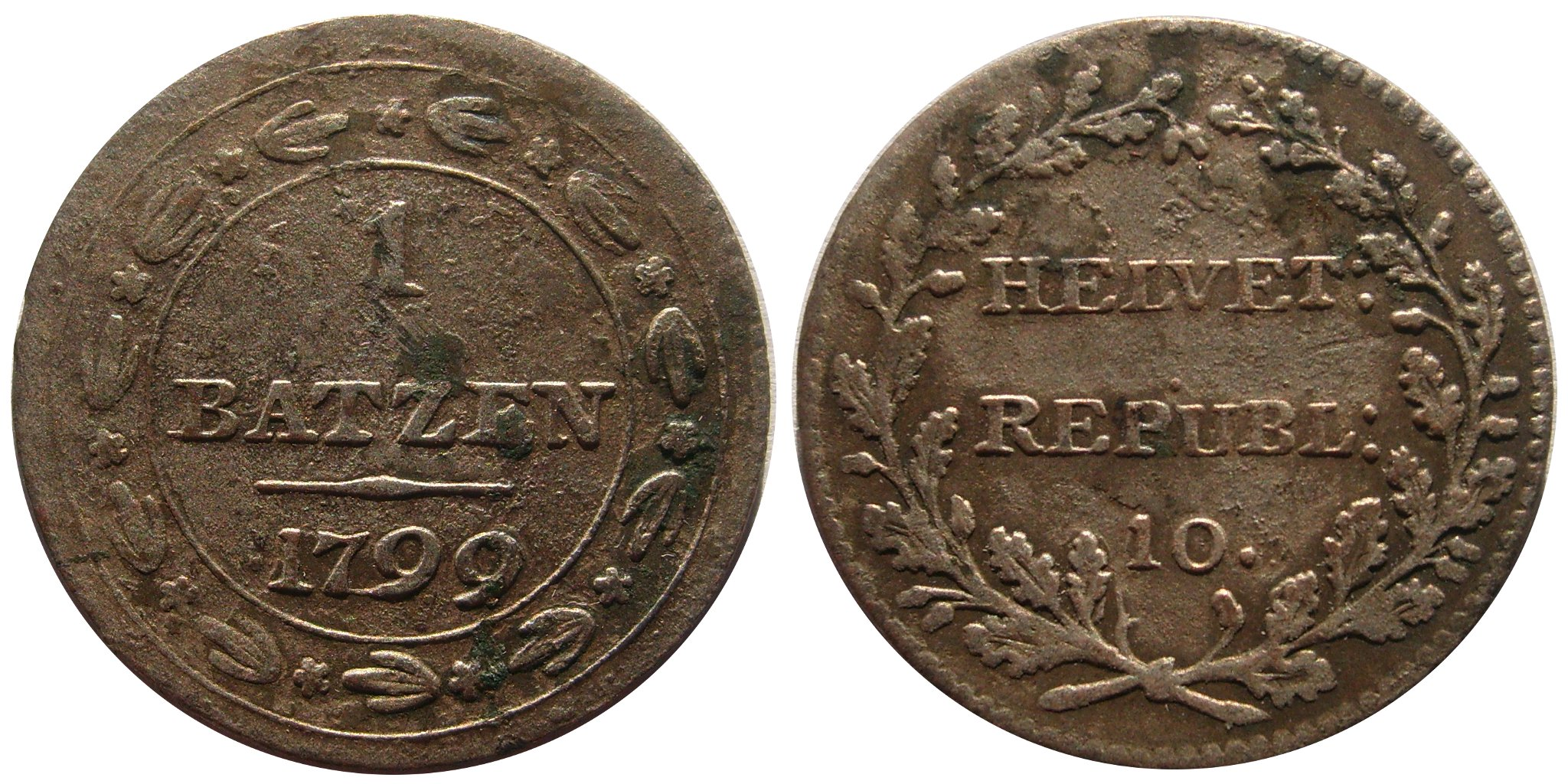
Pièce de 1 batz, République helvétique, 1799 (revers et avers).

- Avers :  Helvet. Republ. 10 [rappen], entouré de deux feuilles de chêne ;
- Revers :  1 Batzen, entouré de feuilles et d'astérisques ;
- Tirage :  ;
- Synonymes :  10 Rappen ;
- Années de frappe : de 1799 à 1803 ;
- Graveur : Johann Franz Huber ;
- Remarques : pièce la plus circulante ; il existe un type 1799 sans mention « 10 » à l'avers.

### ½ batz
- Alliage : Billon ;
- Diamètre : 22 mm ;
- Masse : 2,47 g ;

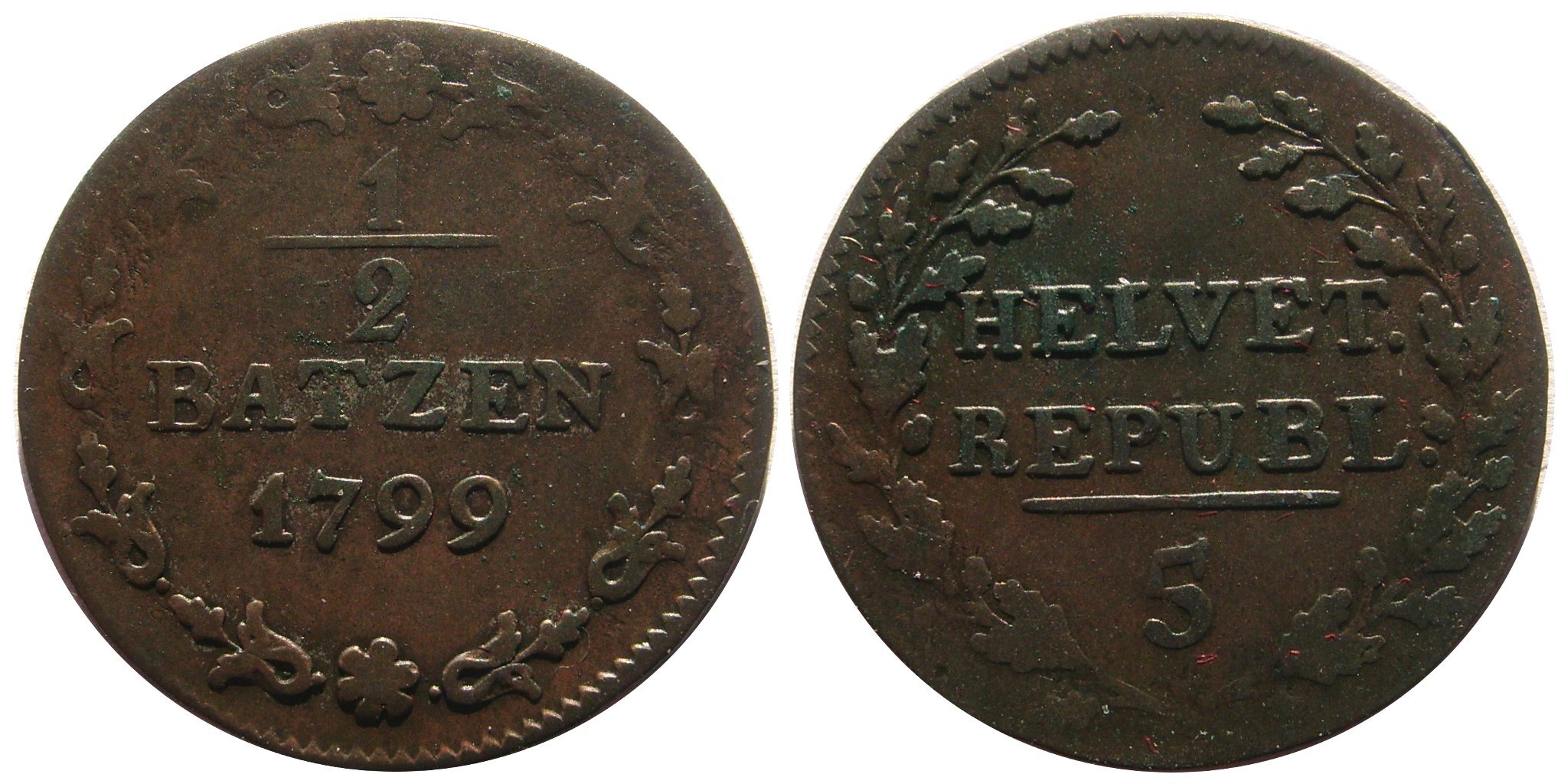
Pièce de ½ batz, République helvétique, 1799 (revers et avers).

- Avers :  Helvet. Republ. 5 [rappen], entouré de deux feuilles de chêne ;
- Revers :  ½ Batzen, entouré de motifs végétaux ;
- Tirage :  ;
- Synonymes :  5 Rappen ;
- Années de frappe : de 1799 à 1803 ;
- Graveur : Johann Franz Huber ;
- Remarques : il existe un type 1799 sans mention « 5 » à l'avers.

### 1 rappe
- Alliage : Billon ;
- Diamètre : 14,5 mm ;
- Masse : 0,66 g ;

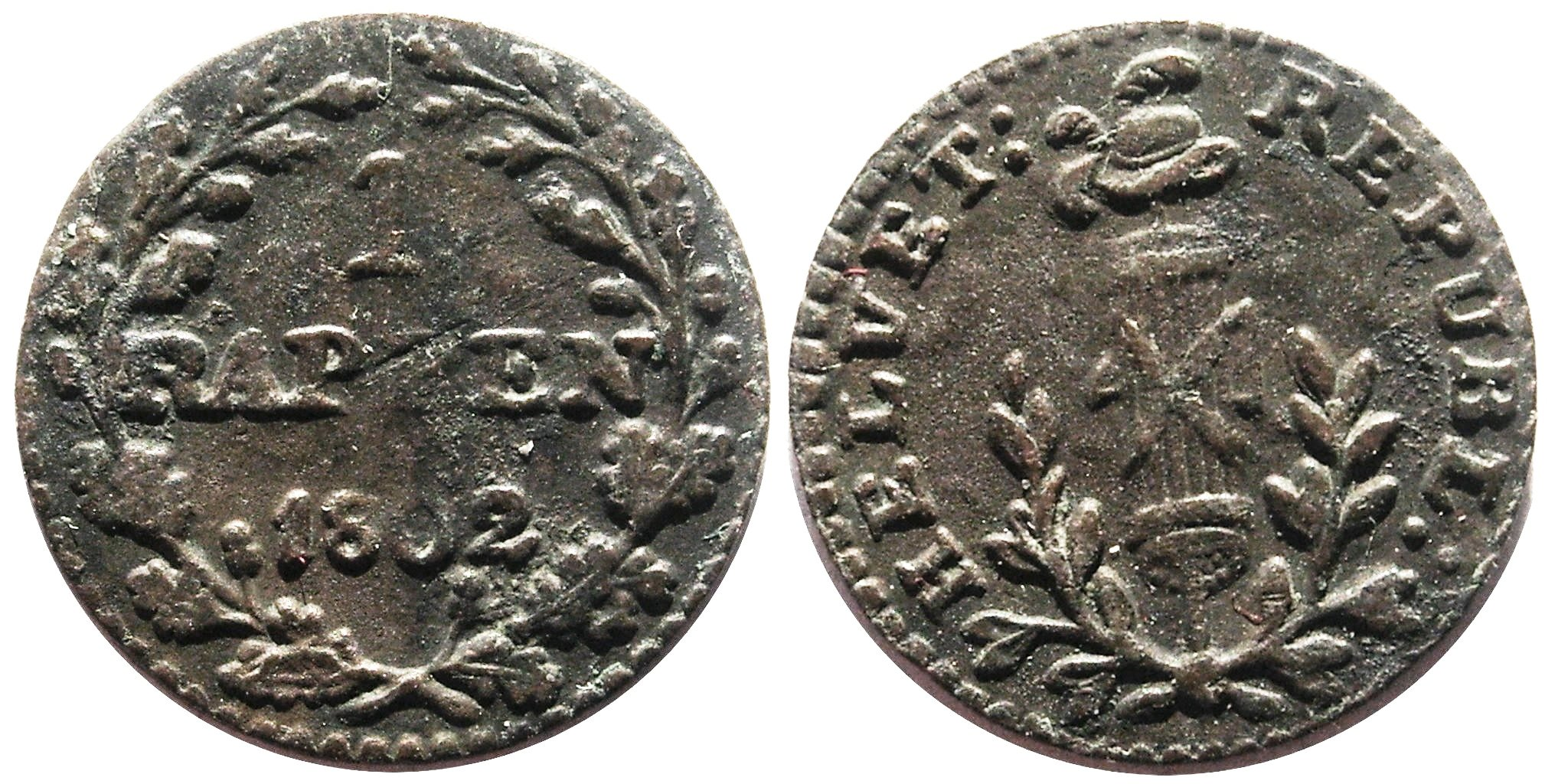
Pièce de 1 rappe, République helvétique, 1802 (revers et avers).

- Avers :  Helvet. Republ., fasces noués, surmontés d'un chapeau à plume ;
- Revers :  1 Rappen, entouré de feuilles de chêne ;
- Tirage :  ;
- Synonymes :  ;
- Années de frappe : de 1800 à 1802 ;
- Graveur : Johann Franz Huber ;
- Remarques :